# 6-та танкова дивізія (Третій Рейх)
6-та та́нкова диві́зія (Третій Рейх) (нім. 6. Panzer-Division) — танкова дивізія Вермахту в роки Другої світової війни. Брала участь у бойових діях у Франції та на Східному фронті.

## Історія

### Формування танкового з'єднання
6-та танкова дивізія була сформована 18 жовтня 1939 на базі 1-ї легкої дивізії Вермахту.

## Нагороджені дивізії
Нагороджені дивізії
|  | Кавалери Нагрудного знаку ближнього бою в золоті                                                           | 1 |
|  | Кавалери Золотого Німецького Хреста                                                                        | 124 |
|  | Кавалери Срібного Німецького Хреста                                                                        | 3 |
|  | Кавалери Лицарського хреста Залізного хреста з Дубовим листям                                              | 5 (№262 майор Франц Беке — 01.08.1943 № 259 генерал-майор Вальтер фон Гюнерсдорфф — 14.07.1943 №476 генерал-майор барон Рудольф фон Вальденфельс — 14.05.1944 №582 гауптман Густав Раймар — 10.09.1944 № 879 оберстлейтенант Пауль Шталь — 09.05.1945) |
|  | Кавалери Лицарського хреста Залізного хреста                                                               | 50 (у тому числі 1 непідтверджене) |
|  | Кавалери Почесної застібки Сухопутних військ «Почесна застібка на орденську стрічку для Сухопутних військ» | 50 |

- Нагороджені Сертифікатом Пошани Головнокомандувача Сухопутних військ (15)

## Командування

### Командири
- генерал-лейтенант Вернер Кемпф (нім. Werner Kempf) (18 жовтня 1939 — 5 січня 1941);
- генерал-майор Франц Ландграф (нім. Franz Landgraf) (6 січня — 25 листопада 1941);
- оберст Вільгельм фон Тома (нім. Wilhelm von Thoma) (1 — 15 вересня 1941), ТВО;
- генерал-майор Франц Ландграф (16 вересня — 23 листопада 1941);
- генерал-майор, з 27 квітня 1942 — генерал-лейтенант Ергард Раус (23 листопада 1941 — 7 лютого 1943);
- оберст, з 1 травня 1943 генерал-майор Вальтер фон Гюнерсдорфф (нім. Walther von Hünersdorff) (7 лютого — 14 липня 1943);
- оберст Мартін Унрайн (нім. Martin Unrein) (14 — 25 липня 1943), ТВО;
- генерал-майор Вільгельм Крізоллі (нім. Wilhelm Crisolli) (25 липня — 21 серпня 1943, ТВО);
- оберст, з 30 жовтня 1943 генерал-майор барон Рудольф фон Вальденфельс (нім. Rudolf Freiherr von Waldenfels) (22 серпня 1943 — 8 лютого 1944);
- оберст Вернер Маркс (нім. Werner Marcks) (9 — 19 лютого 1944), ТВО;
- генерал-майор барон Рудольф фон Вальденфельс (20 лютого — 11 березня 1944);
- оберст Вальтер Денкерт (нім. Walter Denkert) (12 — 27 березня 1944), ТВО;
- генерал-лейтенант барон Рудольф фон Вальденфельс (28 березня — 22 листопада 1944);
- оберст Фрідріх-Вільгельм Юрген (нім. Friedrich-Wilhelm Jürgen) (22 листопада 1944 — 17 січня 1945), ТВО;
- генерал-лейтенант барон Рудольф фон Вальденфельс (18 січня — 8 травня 1945).

## Райони бойових дій та дислокації дивізії
- Польща (жовтень — листопад 1939);
- Німеччина (листопад 1939 — травень 1940);
- Франція (травень — липень 1940);
- Східна Пруссія (липень 1940 — червень 1941);
- Східний фронт (північний напрямок) (червень 1941 — травень 1942);
- Франція (травень — грудень 1942);
- Східний фронт (південний напрямок) (грудень 1942 — березень 1944);
- Східний фронт (центральний напрямок) (березень — грудень 1944);
- Угорщина (грудень 1944 — березень 1945);
- Австрія (березень — травень 1945).

## Бойовий склад 6-ї танкової дивізії
- штаб дивізії
- 11-й танковий полк
- 65-й танковий батальйон
- 6-та мотопіхотна бригада:
  - 4-й мотопіхотний полк
  - 6-й мотоциклетний батальйон
- 76-й артилерійський полк
- 41-й винищувально-протитанковий дивізіон
- 57-й розвідувальний батальйон
- 57-й саперний батальйон
- 82-й батальйон зв'язку
- 57-й загін постачання

- штаб дивізії
- 11-й танковий полк
- 4-й панцергренадерський полк
- 114-й панцергренадерський полк
- 76-й артилерійський полк
- 41-й винищувально-протитанковий дивізіон
- 6-й розвідувальний батальйон
- 298-й зенітний дивізіон
- 57-й саперний батальйон
- 82-й батальйон зв'язку
- 57-й загін постачання
- 57-й загін забезпечення
- 76-й запасний піхотний батальйон